# Романів Михайло Васильович
Романів Михайло Васильович — український політик, голова Чернівецької обласної державної адміністрації (25.07.2003-21.01.2005 та 15.03-21.03.2014), кандидат економічних наук, доктор філософії, доцент; член редколегії журналу «Фінанси України»;

## Життєпис
Народився 30 липня 1956 (село Корнів, Городенківський район, Івано-Франківська область); українець; батько Василь Михайлович (1930—1979); мати Анастасія Петрівна (1928—2002) — пенсіонерка; дружина Марія Епіфанівна (1959) — фінансист; син Михайло (1979-2024) — інженер; дочка Юлія (1983) — економіст, журналіст.
Освіта: Чернівецький державний університет, економічний факультет (1978—1983), фінансист; кандидатська дисертація «Становлення та розвиток державного фінансового контролю в Україні» (Київський національний університет імені Тараса Шевченка).
- Вересень 1973 — липень 1974 — токар заводу «Гравітон», місто Чернівці.
- Вересень — листопад 1974, листопад 1976 — квітень 1978 — учень Чернівецького фінансового технікуму.
- Листопад 1974 — листопад 1976 — служба в армії.
- Травень 1978 — червень 1979 — старший інспектор з кадрів Чернівецького фінансового технікуму.
- Червень 1979 — червень 1981 — економіст держдоходів, червень 1981 — лютий 1985 — заступник завідувача — начальник бюджетної інспекції, лютий 1985 — грудень 1988 — завідувач фінвідділу Першотравневого райвиконкому міста Чернівців.
- Грудень 1988 — травень 1990 — заступник головного контролера-ревізора КРУ в Чернівецькій області.
- Травень 1990 — червень 1992 — заступник начальника, червень грудень 1992 — начальник фінуправління, грудень 1992 — липень 1994 — заступник голови — начальник фінуправління Чернівецької облдержадміністрації.
- Липень 1994 — серпень 1995 — заступник голови з питань фінансів Чернівецької облради.
- Серпень 1995 — вересень 1996 — перший заступник голови Чернівецької облдержадміністрації.
- Вересень 1996 — січень 1997 — начальник Головного бюджетного управління, член колегії Міністерства фінансів України.
- Січень 1997 — серпень 2000 — перший заступник начальника Головного контрольно-ревізійного управління України.
- Серпень 2000 — липень 2003 — заступник Голови, начальник Контрольно-ревізійного управління в місті Києві Головного контрольно-ревізійного управління України[3][4].
- 25 липня 2003 — 21 січня 2005 — голова Чернівецької облдержадміністрації[5][6].
- 2005—2007 — директор Чернівецького економіко-правничого інституту.
- Із жовтня 2007 — начальник Головного управління Пенсійного фонду України у Чернівецькій області.

Депутат Чернівецької облради 3–4 скликань.
Заслужений економіст України. Почесний працівник ДКРС України. Почесна грамота Кабінету Міністрів України (грудень 2001). Орден «За заслуги» III ступеня. Ордени Святого Володимира III, II ступенів, Архистратига Михаїла, Георгія Побідоносця, «Знак Пошани».
Державний службовець 1-го рангу (серпень 2003).
Автор понад 30 наукових праць, зокрема монографій: «Державний фінансовий контроль і аудит» (1998), «Сучасна Буковина: 1991—2005 роки в підсумках соціально-економічного та політичного розвитку краю» (2006).
Захоплення: пісні.